# Autonome Oblast der Komi (Syrjänen)
Die Autonome Oblast der Komi (Syrjänen) (russisch Автономная область Коми (Зырян)/Autonomnaja Oblast Komi (Syrjan)) war eine Verwaltungseinheit der Russischen SFSR, gelegen im nordöstlichen Teil des Europäischen Russland. Sie bestand von 1921 bis 1936. Die Hauptstadt war Ust-Syssolsk (1930 umbenannt in Syktywkar).

## Geschichte
Die Oblast wurde 1921 aus Teilen der Gouvernements Archangelsk und Nördliche Dwina gebildet. 1929 wurde sie dem Nördlichen Krai unterstellt. Aufgrund der Verfassung von 1936 wurde aus der Autonomen Oblast der Komi (Syrjänen) die ASSR der Komi gebildet und direkt der Russischen SFSR unterstellt.

## Umfang
Bei der ersten sowjetischen Volkszählung im Jahre 1926 wurden auf 434.150 km² 207.314 Einwohner gezählt (0,47/km²). Die Bevölkerung bestand zu über 92 % aus Syrjänen. 6 % waren Russen und ca. 3 % wohnten in Städten. Die Hauptstadt Ust-Syssolsk zählte 5.068 Einwohner.

## Gliederung
1922 wurden 4 Ujesde gebildet:
- Ischmo-Petschorski
- Ust-Wymski
- Ust-Kulomski
- Ust-Syssolski (1926 in Syssolski umbenannt)

Nach der Abschaffung der Ujesde 1929 wurden Rajons eingeführt.
1936 bestanden folgende:
- Ischmo-Petschorski
- Priluzski
- Storoschewski
- Syssolski
- Ussinski